# Rivarolo del Re ed Uniti
Rivarolo del Re ed Uniti ist eine norditalienische Gemeinde (comune) mit 1833 Einwohnern (Stand 31. Dezember 2023) in der Provinz Cremona in der Lombardei. Die Gemeinde liegt etwa 38 Kilometer ostsüdöstlich von Cremona und grenzt unmittelbar an die Provinz Mantua.